# Брекерфельд
Брекерфельд (нім. Breckerfeld) — місто в Німеччині, розташоване в землі Північний Рейн-Вестфалія. Підпорядковується адміністративному округу Арнсберг. Входить до складу району Еннепе-Рур.
Площа — 59 км2. Населення становить 8912 ос. (станом на 31 грудня 2020).